# Nous continuons le changement

Logo jusqu'en 2023

Nous continuons le changement (en bulgare : Продължаваме промяната, romanisé en Prodălzhavame promyanata, abrégé en PP) est un parti politique bulgare fondée le 19 septembre 2021 comme coalition politique en vue des élections législatives de novembre 2021,.

## Histoire
La coalition se compose des partis Volt Bulgarie, Classe moyenne européenne et Mouvement politique Sociaux-démocrates. Elle est fondée par Kiril Petkov et Asen Vasilev (en), anciens ministres respectivement de l'Économie et des Finances dans le premier gouvernement d'intérim de Stefan Yanev ayant perdu leur ministère lors d'un remaniement en juillet. Nouveaux sur la scène politique, les deux hommes s'étaient fait connaître pour leur vives critiques des pratiques de corruption de l'ancien gouvernement de Boïko Borissov, dénonçant notamment plusieurs affaires de conflits d'intérêts et d'irrégularités. Kiril Petkov met ainsi au grand jour la gestion par la Banque bulgare de développement de ses fonds, celle-ci ayant versé pour 500 millions de prêts à seulement huit sociétés totalisant quatre propriétaires alors qu'elle est supposée soutenir les PME. Il révèle également que la moitié des marchés publics de l'État sont attribués sans appel d'offres.
Nous continuons le changement axe sa campagne sur les effets bénéfiques sur l'économie du pays d'une lutte affirmée contre la corruption et une gestion transparente des ressources de l'État. Placée au centre de l'échiquier politique, la nouvelle coalition se donne alors pour but de faciliter la formation d'un gouvernement par les différentes formations anti-corruption, et se hisse rapidement en deuxième position dans les intentions de vote,. Outre leur ancrage au centre et leur campagne sur le « Zéro corruption », Petkov et Vasilev défendent l'appartenance de la Bulgarie à l'Union européenne et à l'OTAN. Tous deux entrepreneurs et hommes d'affaires ayant étudié à Harvard,, les deux anciens ministres sont perçus comme « probusiness » mais avec une sensibilité sociale.
La coalition arrive en tête des élections législatives de novembre 2021 avec 25,32 % des voix. La coalition provoque la surprise en réunissant un peu plus d'un quart des suffrages pour sa première participation à des élections.

## Résultats
| Année   | Voix             | %                | Rang             | Élus     | +/- | Gouvernement |
| ------- | ---------------- | ---------------- | ---------------- | -------- | --- | ------------ |
| 11/2021 | 673 141          | 25,32            | 1er              | 67 / 240 | Nv  | Petkov       |
| 2022    | 506 071          | 19,52            | 2e               | 53 / 240 | 14  | Aucun        |
| 2023    | Au sein de PP-DB | Au sein de PP-DB | Au sein de PP-DB | 36 / 240 | 17  | Denkov       |
| 06/2024 | Au sein de PP-DB | Au sein de PP-DB | Au sein de PP-DB | 22 / 240 | 14  | Aucun        |
| 10/2024 | Au sein de PP-DB | Au sein de PP-DB | Au sein de PP-DB | 19 / 240 | 3   | Opposition   |